# Sonde Helios
Le sonde Helios erano due sonde spaziali lanciate negli anni settanta dalla Germania Ovest e dalla NASA.
Le due sonde, Helios I e Helios II, sono state poste in un'orbita eliocentrica con lo scopo di studiare i processi solari.

Helios I è stata lanciata il 10 dicembre del 1974 e dopo poco più di un anno, il 15 gennaio del 1976, è stata lanciata anche la Helios II.
Entrambe le sonde hanno orbitato attorno al Sole in un'orbita ellittica il cui afelio era quasi un'Unità astronomica (UA) e il perielio circa 0,3 UA. Per la precisione Helios II si avvicinò fino a 0,29 UA (43,432 milioni di chilometri), e ha stabilito il record di avvicinamento al Sole. Sempre Helios II ha stabilito il record di velocità per un oggetto costruito dall'uomo: 252.792 km/h (70,22 km/s). Tali record, durati 42 anni, sono stati infranti dalla sonda solare Parker Solar Probe che il 5 novembre 2018 ha superato i 343.000 km/h (95,27 km/s) ed in seguito velocità ancora superiori, durante l'avvicinamento alla nostra stella fino a 24 milioni di chilometri.
La missione delle due sonde si è conclusa nei primi anni ottanta ma hanno continuato a mandare dati fino al 1985. Attualmente le sonde non sono più operative ma sono ancora nella loro orbita attorno al Sole.